# Liste des exsurgences du Doubs
Cet article présente une liste non exhaustive des principales exsurgences situées dans le département du Doubs avec photo et tri possible par nom, cours d'eau alimenté ou commune où elle est située.

## Liste
| Nom de l’exsurgence          | Cours d'eau alimenté       | Commune                   | Géolocalisation             | Photo | Type de source        |
| ---------------------------- | -------------------------- | ------------------------- | --------------------------- | ----- | --------------------- |
| Sources d’Arcier             | Doubs                      | Vaire-Arcier              | 47° 16′ 02″ N, 6° 07′ 14″ E |       | Pérenne               |
| Source de l'Audeux           | Audeux                     | Eysson                    | 47° 12′ 56″ N, 6° 25′ 46″ E |       | vasque                |
| Source de la Baume Archée    | Loue                       | Mouthier-Haute-Pierre     | 47° 01′ 50″ N, 6° 16′ 59″ E |       | Exutoire temporaire   |
| Source Bergeret              | Doubs                      | Vaire-Arcier              | 47° 16′ 13″ N, 6° 07′ 28″ E |       | Pérenne               |
| Source de la Beune           | Ognon                      | Rougemontot               | 47° 23′ 33″ N, 6° 16′ 24″ E |       | Temporaire            |
| Source du Bief Poutot        | Loue                       | Lods                      | 47° 02′ 28″ N, 6° 15′ 03″ E |       | Temporaire            |
| Source du Bief Sarrazin      | Lison                      | Nans-sous-Sainte-Anne     | 46° 57′ 56″ N, 6° 00′ 28″ E |       | Exutoire temporaire   |
| Source Bleue                 | Cusancin                   | Cusance                   | 47° 19′ 35″ N, 6° 26′ 26″ E |       | Pérenne               |
| Source Bleue                 | Doubs                      | Malbuisson                | 46° 48′ 32″ N, 6° 19′ 28″ E |       | Pérenne               |
| Puits de la Brême            | Brême                      | Scey-Maisières            | 47° 07′ 10″ N, 6° 07′ 11″ E |       | Estavelle             |
| Source de Briseux            | Doubs                      | Ougney-Douvot             | 47° 19′ 18″ N, 6° 16′ 05″ E |       | Vasque                |
| Source de Chauveroche        | Ruisseau de Bonneille      | Ornans                    | 47° 04′ 50″ N, 6° 07′ 24″ E |       | Temporaire            |
| Source du Cusancin           | Cusancin                   | Cusance                   | 47° 19′ 19″ N, 6° 26′ 15″ E |       | Pérenne               |
| Source du Dessoubre          | Dessoubre                  | Consolation-Maisonnettes  | 47° 09′ 11″ N, 6° 36′ 03″ E |       | Pérenne               |
| Source du Doubs              | Doubs                      | Mouthe                    | 46° 42′ 18″ N, 6° 12′ 33″ E |       | Pérenne               |
| Source de la Doue            | Gland                      | Glay                      | 47° 24′ 26″ N, 6° 55′ 00″ E |       |                       |
| Source du Drigeon            | Ruisseau de Gouhelans      | Gondenans-les-Moulins     | 47° 27′ 47″ N, 6° 22′ 58″ E |       | Temporaire            |
| Source de l'Écoutôt          | Loue                       | Scey-Maisières            | 47° 05′ 57″ N, 6° 02′ 19″ E |       | Temporaire            |
| Source de la Ferme des Isles | Loue                       | Cademène                  | 47° 05′ 20″ N, 6° 01′ 43″ E |       | Temporaire            |
| Source de Fontaine Ronde     | Ruisseau de Fontaine Ronde | Touillon-et-Loutelet      | 46° 49′ 08″ N, 6° 22′ 12″ E |       | Intermittente         |
| Source de Fourbanne          | Doubs                      | Fourbanne                 | 47° 19′ 53″ N, 6° 18′ 02″ E |       | Vauclusienne          |
| Source de la Goulue          | Lison                      | Cussey-sur-Lison          | 47° 03′ 48″ N, 5° 56′ 32″ E |       | Pérenne               |
| Source du Gour               | Gour                       | Bouclans                  | 47° 14′ 51″ N, 6° 14′ 23″ E |       | Artésienne            |
| Source du Grand Bief         | Loue                       | Lods                      | 47° 02′ 55″ N, 6° 14′ 25″ E |       | Pérenne               |
| Source de Grandfontaine      | Doubs                      | Grandfontaine             | 47° 11′ 50″ N, 5° 54′ 08″ E |       | Pérenne               |
| Source de la Grande Baume    | Loue                       | Lods                      | 47° 02′ 36″ N, 6° 14′ 15″ E |       | Temporaire            |
| Source de la Grande Fontaine | Loue                       | Rennes-sur-Loue           | 47° 00′ 48″ N, 5° 51′ 13″ E |       | Temporaire            |
| Source du Lançot             | Lançot                     | Consolation-Maisonnettes  | 47° 08′ 59″ N, 6° 36′ 36″ E |       | Exutoire temporaire   |
| Source du Lison              | Lison                      | Nans-sous-Sainte-Anne     | 46° 57′ 55″ N, 6° 00′ 41″ E |       | Résurgence pérenne    |
| Source de la Loue            | Loue                       | Ouhans                    | 47° 00′ 39″ N, 6° 17′ 59″ E |       | Résurgence pérenne    |
| Source du Maine              | Loue                       | Scey-Maisières            | 47° 05′ 41″ N, 6° 03′ 30″ E |       | Artésienne temporaire |
| Creux de Malfosse            | Allan                      | Badevel                   | 47° 29′ 13″ N, 6° 56′ 32″ E |       | Artésienne temporaire |
| Source de la Mouillère       | Doubs                      | Besançon                  | 47° 14′ 43″ N, 6° 01′ 27″ E |       | Pérenne               |
| Source Noire                 | Lançot                     | Consolation-Maisonnettes  | 47° 09′ 17″ N, 6° 36′ 42″ E |       | Exutoire temporaire   |
| Source de Plaisir-Fontaine   | Brême                      | Ornans                    | 47° 08′ 22″ N, 6° 09′ 46″ E |       | Pérenne               |
| Source du Pontet             | Loue                       | Mouthier-Haute-Pierre     | 47° 01′ 43″ N, 6° 17′ 18″ E |       | Temporaire            |
| Source de la Reverotte       | Reverotte                  | Loray                     | 47° 10′ 29″ N, 6° 29′ 11″ E |       | Temporaire            |
| Source du Sesserant          | Sesserant                  | Silley-Bléfond            | 47° 19′ 18″ N, 6° 20′ 19″ E |       | Pérenne               |
| Source du Tabourot           | Lançot                     | Consolation-Maisonnettes  | 47° 09′ 06″ N, 6° 36′ 44″ E |       | Exutoire temporaire   |
| Source de Tallans            | Ruisseau de Tallans        | Tallans                   | 47° 25′ 15″ N, 6° 17′ 21″ E |       | Pérenne               |
| Source du Val                | Reverotte                  | Pierrefontaine-les-Varans | 47° 12′ 44″ N, 6° 33′ 10″ E |       | Temporaire            |
| Source du Verneau            | Lison                      | Nans-sous-Sainte-Anne     | 46° 58′ 42″ N, 6° 00′ 19″ E |       | Temporaire            |

## Localisation sur la carte du Doubs
Voir sur la carte interactiveVoir sur la carte statique
| Besançon Pontarlier Maîche Montbéliard Baume-les-Dames Ornans |

Voir sur la carte interactiveVoir sur la carte statique